# Idarucizumab
Idarucizumab es un anticuerpo monoclonal diseñado para revertir los efectos anticoagulantes de dabigatrán.
Este fármaco ha sido desarrollado por Boehringer Ingelheim, que demostró que idarucizumab revierte en minutos la anticoagulación producida por dabigatrán. En octubre del 2015 este medicamento fue aprobado por la Administración de Alimentos y Medicamentos Estadounidense (Food and Drug Administration, FDA) y posteriormente, el 20 de noviembre de 2015, en Europa por la Agencia Europea de Medicamentos (European Medicines Agency, EMA).

## Indicaciones terapéuticas
Idarucizumab, es un nuevo agente de reversión específico para el anticoagulante oral directo (ACOD) dabigatran, cuando una reversión rápida del efecto anticoagulante es requerida, como: en el caso de cirugía de urgencia o de sangrados no controlados con compromiso vital. Logrando así, evitar los retrasos en la cirugía de urgencia y las complicaciones y riesgos durante el periodo perioperatorio. Del mismo modo, podría mejorar el curso clínico de los pacientes con sangrado no controlado o con compromiso vital.
Este es el primer fármaco que actúa como agente de reversión, otorgando una nueva alternativa de tratamiento para la reversión de la anticoagulación en pacientes tratados con dabigatran.  Dada la relevancia de idarucizumab, la EMA lo evaluó a través de un proceso acelerado. La FDA lo designó como terapia innovadora y también llevó a cabo un proceso de evaluación acelerada.

## Interacciones
Idarucizumab tiene una especificidad muy elevada por dabigatran y no tiene ninguna diana endógena conocida. Por este motivo, las interacciones clínicamente relevantes se consideran improbables, tal y como se ha mostrado en los estudios preclínicos.

## Efectos adversos
En aquellos pacientes con hipersensibilidad conocida a alguno de los excipientes de la formulación (o a idarucizumab) se debe valorar el riesgo de administrarlo, frente al potencial beneficio en una situación de urgencia.
En pacientes que tienen la función renal alterada, la eliminación de idarucizumab del plasma se ve reducida. No obstante, debido a que la unión de dabigatran a idarucizumab no se ve afectada, no es necesario realizar un ajuste de dosis en dichos pacientes.
El potencial inmunogénico de idarucizumab es bajo. Sólo se han observado anticuerpos emergentes (a bajas concentraciones) como consecuencia del tratamiento en un 4% de todos los pacientes tratados. Además no se ha observado ninguna variación en la farmacocinética, en la eficacia o en la seguridad de idarucizumab en pacientes que presentaban anticuerpos preexistentes con reactividad cruzada con idarucizumab. 
En los estudios clínicos de fase I/II, idarucizumab ha sido bien tolerado y no se han observado ni reacciones adversas ni eventos adversos graves o que hayan provocado la interrupción del tratamiento. Los efectos adversos no dependen de la dosis de idarucizumab administrada.
En el estudio de fase III RE-VERSE ADTM, se observaron episodios trombóticos Archivado el 1 de febrero de 2016 en Wayback Machine. en 5 pacientes. El primer acontecimiento ocurrió 2 días después de la administración de idarucizumab. De los 5 pacientes que sufrieron un evento trombótico, ninguno recibía terapia antitrombótica. Los efectos adversos más comúnmente observados fueron: cefalea (5,4%), irritación cutánea (2,7%), mareo (2,2%) y dorsalgia (1,8%). En el estudio RE-VERSE ADTM, no hubo problemas de seguridad tras la administración de idarucizumab.

## Farmacología
La dosis de idarucizumab indicada en la ficha técnica es de 5 g, dos viales de 2,5 g cada uno, que deben ser administrados como dos infusiones intravenosas (I.V.) consecutivas de 5 a 10 minutos de duración cada una o como bolo endovenoso.
El tratamiento con dabigatran podrá reiniciarse 24 horas después de la administración de idarucizumab, si el paciente está clínicamente estable y ha alcanzado una hemostasia adecuada.

### Mecanismo de acción
Idarucizumab es un fragmento humanizado de un anticuerpo monoclonal que se une específicamente a dabigatran, disminuyendo la concentración plasmática del mismo y evitando su efecto anticoagulante. La afinidad con la que idarucizumab se une a dabigatran es aproximadamente 350 veces mayor que la afinidad existente entre dabigatran y trombina (afinidad de unión [KD] = 2pmol/L y 0.7pmol/L, respectivamente). Este fármaco no promueve o atenúa la generación de trombina, lo que sugiere que no tiene efectos anticoagulantes intrínsecos o procoagulantes.

### Farmacocinética
La interacción de idarucizumab con dabigatran se caracteriza por una rápida unión (milisegundos) y una muy lenta disociación, acorde con la de alta afinidad existente entre ambos fármacos. La velocidad de disociación es tan lenta que da lugar a una unión irreversible. Por lo que el complejo idarucizumab-dabigatran es muy estable, y presenta una disociación mínima de dabigatran del complejo.

## Ensayos clínicos
Idarucizumab ha sido evaluado en tres ensayos clínicos de fase I/II en voluntarios sanos. Los datos farmacodinámicos de los ensayos realizados en voluntarios sanos pretratados con dabigatran muestran que idarucizumab revierte el efecto anticoagulante de dabigatran de una forma inmediata, completa y sostenida en el tiempo en todos los individuos (100%). Para dicho fin se evaluó la variación del tiempo de coagulación de ecarina (TCE) y del tiempo de trombina diluido (TTd).
En el tratamiento con idarucizumab, no se estiman necesarias las restricciones en el uso de agentes hemostáticos (como CCP, CCPa o FVIIa). Idarucizumab puede ser el único de los agentes farmacológicos administrados o puede emplearse como una terapia adicional a otro agente o a la hemodiálisis. Por lo que existe máxima flexibilidad para que los pacientes puedan recibir la terapia acorde a su situación clínica y a la práctica clínica local.
Tal y como se observó en el ensayo la concentración de dabigatran en plasma tras la administración de idarucizumab se reduce por debajo del límite inferior de cuantificación y se mantiene por debajo de este nivel durante 16 horas para la dosis de 5 g de idarucizumab.  La reexposición a idarucizumab en pacientes pretratados con dabigatran dos meses después de la primera dosis produce una reversión de la anticoagulación completa e inmediata, similar a la producida en la primera exposición. Este hecho sugiere que la eficacia de idarucizumab se mantiene tras múltiples administraciones.
Según ha sido observado en el ensayo 1321.1, idarucizumab no tiene ningún efecto sobre la cascada de coagulación en ausencia de dabigatran. Además, el potencial endógeno de la trombina (PET), indicador de potencial efecto protrombótico, se mantiene constante tras la administración de idarucizumab, sugiriendo que el tratamiento con idarucizumab no está asociado a un incremento del riesgo tromboembólico.